# Шаранча
Шаранча — село в Александрово-Заводском районе Забайкальского края России. Административный центр сельского поселения «Шаранчинское». Основано в 1931 году

## География
Село находится в западной части района, на правом берегу реки Шаранча, вблизи места впадения её в реку Борзя, на расстоянии примерно 37 км (по прямой) к западу от села Александровский Завод, административного центра района. Абсолютная высота — 816 м над уровнем моря.
Климат
Климат характеризуется как резко континентальный с продолжительной холодной малоснежной зимой и сравнительно тёплым летом. Средняя температура воздуха самого холодного месяца (января) составляет −26,8 °C; средняя температура самого тёплого месяца (июля) — 17,1 °C. Среднегодовое количество атмосферных осадков составляет 350—410 мм. Продолжительность безморозного периода составляет от 110 до 120 дней в году.
Часовой пояс
Село Шаранча находится в часовой зоне МСК+6. Смещение применяемого времени относительно UTC составляет +9:00.

## Население
| 1989 | 2002 | 2010 | 2021 |
| ---- | ---- | ---- | ---- |
| 768  | ↘499 | ↘339 | ↘282 |

Половой состав
По данным Всероссийской переписи населения 2010 года, в гендерной структуре населения мужчины составляли 51 %, женщины — соответственно 49 %.
Национальный состав
Согласно результатам переписи 2002 года, в национальной структуре населения русские составляли 100 % из 499 чел.

## Улицы
| - ул. Забайкальская, - ул. Заключная, - ул. Нагорная, - ул. Новая, | - ул. Рабочая, - ул. Советская, - ул. Трудовая. |

## Инфраструктура
В селе функционируют средняя общеобразовательная школа и фельдшерско-акушерский пункт.